# Dicranostyles mildbraediana
Dicranostyles mildbraediana là một loài thực vật có hoa trong họ Bìm bìm. Loài này được Pilg. mô tả khoa học đầu tiên năm 1927.